# Лейтенант Ильин (минный крейсер)
«Лейтенант Ильин» — первый минный крейсер российского императорского флота. Начат строительством 3 августа 1885 года. 15 октября строящийся корабль был зачислен в списки флота под названием «Ильин» — в честь лейтенанта Дмитрия Сергеевича Ильина, отличившегося во время Чесменского сражения. Официальная церемония закладки корабля (уже под названием «Лейтенант Ильин») состоялась 21 октября в присутствии императора Александра III, императрицы Марии Федоровны, генерал-адмирала Алексея Александровича и адмирала И. А. Шестакова. Корабль был спущен на воду 12 июля 1886 года. Вступил в строй в июне 1887 года.

## Проект
Документов, по которым можно было бы проследить историю возникновения идеи минного крейсера в России, не сохранилось. Известно, что главную роль в этой истории сыграл адмирал И. А. Шестаков, который не был готов строить крупные суда водоизмещением в 1,5 — 2 тысячи тонн. Трудно даже сказать, какой именно из минных крейсеров, уже построенных в Европе, послужил прототипом первого российского корабля этого класса. Общие требования, предъявленные к проекту минного крейсера, выглядели так:
- Водоизмещение — 600—700 т
- Скорость не менее 20-22 узла
- Вооружение — 37, 47 и 57-мм пушки, 5-7 торпедных аппаратов

Согласно заказу, выданному Балтийскому заводу, корабль должен был иметь 230 футов в длину, 24 фута в ширину, 600 т водоизмещения, две мачты (одна из них деревянная, высотой 76 футов), площадь парусов 4000 кв. футов, шесть гребных судов (катер паровой, катер гребной, вельбот, шестивесельный ял, две большие парусиновые шлюпки). Экипаж должен был состоять из 108 офицеров и матросов.
Внешними очертаниями корпус корабля должен был напоминать парусные корабли XVIII века — заметная седловатость, две полноразмерные палубы, развитые ют и бак, соединенные сплошным фальшбортом. В носовой части был расположен мощный таран, в котором почти на уровне ватерлинии был установлен надводный минный аппарат.
Вооружение крейсера по проекту состояло из семи 47-мм и двенадцати 37-мм револьверных пушек, а также семи 381-мм минных аппаратов.
Мощность машины должна была составлять 3500 лошадиных сил, а скорость 22 узла.
Проектные работы велись параллельно со строительством корабля. Полный комплект чертежей и спецификация корабля были рассмотрены Морским техническим комитетом только 17 июня 1886 года (журнал № 118).

## Строительство и описание конструкции
Крейсер был заложен 3 августа 1885 года на стапеле Балтийского завода. Строительство осуществлялось под руководством штабс-капитана корпуса корабельных инженеров С. К. Ратника, штабс-капитана И. Е. Леонтьева 2-го, заводского строителя Н. Е. Титова и поручика А. А. Охотина.
Корпус минного крейсера был изготовлен из стали и набран по поперечной системе. Наружная обшивка была изготовлена из 6-7-мм стальных листов, склепанных вгладь. Выше верхней палубы между полубаком и полуютом имелся фальшборт толщиной 3,5 мм. Поперечные переборки разделяли корпус корабля на 13 водонепроницаемых отсеков. Броневая палуба изготовлена из двойного слоя 6-мм (над машинно-котельными отделениями — 12-мм) листов. На полубаке, полуюте и верхней палубе уложен настил из 50-мм сосновых досок. Боевая рубка изготовлена из 25-мм стальных листов и оснащена штурвалом, машинным телеграфом, переговорными трубами. Офицерские каюты находились под полуютом, команда размещалась на жилой (броневой) палубе.
Энергетическая установка корабля состояла из 6 локомотивных котлов, размещенных в трех котельных отделениях (31—72 шпангоуты). В машинном отделении (72—87 шпангоуты) находились две вертикальные паровые машины тройного расширения, работавшие на два гребных вала с двухлопастными гребными винтами. Действительная мощность машин составила 3282 лошадиных сил. Через машинное и котельные отделения проходила водоотливная магистральная труба. Электрическое освещение (70 ламп накаливания и боевой прожектор мощностью в 18 000 свечей) обеспечивалось двумя паровыми динамо-машинами.
Парусное вооружение состояло из двух легких деревянных мачт высотой 23 м и двух парусов общей площадью 372 кв. м.
Для уменьшения водоизмещения строителям пришлось изменить проектное вооружение минного крейсера, оставив пять 47-мм и десять 37-мм револьверных пушек и пять 381-мм торпедных аппарата: два носовых, два бортовых, один кормовой (все надводные). Но даже сокращенное вооружение потребовало довести численность экипажа до 128 человек, включая 8 офицеров.

## Испытания
Командиром корабля был назначен капитан 2-го ранга А. А. Бирилёв. 12 июля 1886 года минный крейсер сошел на воду. После двухмесячных швартовных испытаний механизмов корабль вышел в одномесячное пробное плавание, которое было продлено ещё на один месяц. После этого начались пробные выходы на мерную линию с целью достижения полной контрактной скорости.
11 октября скорость корабля при открытых люках котельных отделений составила 17,1 узлов при 280 об/мин, а при закрытых (форсированная тяга) — 18,7 узлов при 310 об/мин. 16 октября на одном пробеге удалось развить скорость 19,2 узлов, но из-за многочисленных неисправностей испытания пришлось прервать. После докования и устранения дефектов 25 октября достигли средней (из 7 пробегов) скорости 19,6 уз при 340 об/мин. Попытки достичь контрактной скорости продолжались до середины ноября, но безуспешно.
28 ноября корабль стал на зимовку к стенке Балтийского завода. За зиму произвели переборку машин, чистку котлов, поставили новые трехлопастные винты. 23 мая 1887 года «Лейтенант Ильин» продолжил испытания, показав на одном из пробегов скорость 19,3 узлов, после чего попыток достичь большей скорости не предпринималось. 2-3 июня корабль совершил переход и Петербурга в Ревель и обратно. Машины работали удовлетворительно, что послужило основанием для приема корабля в казну.
По окончании испытаний капитан 2-го ранга Бирилёв представил в Главный морской штаб обстоятельный отчет, в котором утверждал, что минный крейсер «Лейтенант Ильин» сочетает в себе качества отличного разведывательного судна и «преследователя миноносок» и даже может принять участие в эскадренном бою. Однако комиссия во главе с контр-адмиралом Н. И. Казнаковым пришла к выводу, что корабль не удовлетворяет в полной мере ни одному из своих возможных назначений.
По результатам доклада комиссии на корабле был произведен ряд улучшений: сняты два бортовых минных аппарата, установлен ручной штурвал на юте, усилена вентиляция отсека динамо-машин, установлены два опреснителя системы Зотова и две дополнительные цистерны для питьевой воды, сняты неудачные паровые машины для подъёма золы и шлака из котельных отделений, установлена ручная помпа для откачки воды из отсеков, усовершенствована подача снарядов к орудиям, установлены кранцы первой подачи.

## История службы

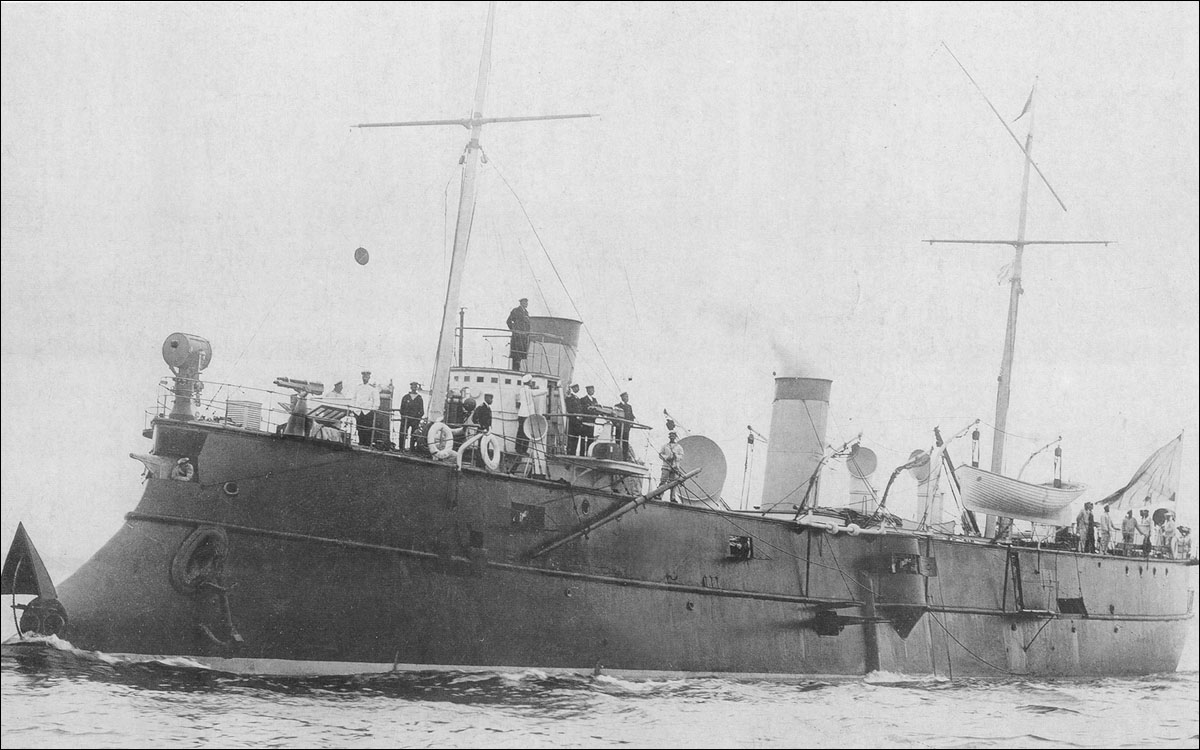
Минный крейсер «Лейтенант Ильин»

«Лейтенант Ильин» ни разу не участвовал ни в реальной разведке, ни в реальном бою. Крейсер был приписан к Практической эскадре Балтийского флота и использовался как учебное судно.
В 1902 году крейсер использовали для опытов по подъёму наблюдателя на высоту до 300 м с помощью поезда из воздушных змеев.
27 сентября 1907 года крейсер переклассифицировали в посыльное судно, сохранив прежнее название.
31 мая 1911 года корабль был исключен из состава флота.

## Командный состав

### Командиры
- 13.04.1886 — хх.хх.1887 — капитан 2-го ранга Бирилёв, Алексей Алексеевич
- 01.01.1888 — 01.01.1889 — капитан 1-го ранга Никонов, Константин Петрович
- хх.хх.1894 — хх.хх.1894 — капитан 2-го ранга Черкасс, Семён Станиславович
- 07.11.1894 — хх.хх.1896 — капитан 2-го ранга Михеев, Константин Борисович
- 05.02.1896 — 06.12.1897 — капитан 2-го ранга Бэр, Владимир Иосифович
- 06.12.1897 — 06.12.1899 — капитан 2-го ранга Мордовин, Михаил Александрович
- 06.12.1899 — 01.01.1901 — капитан 2-го ранга Попов, Владимир Александрович
- хх.хх.1901 — 06.12.1903 — капитан 2-го ранга Колянковский, Александр Леонтьевич
- 06.12.1903 — 25.10.1904 — капитан 2-го ранга Элленбоген, Михаил Александрович
- 25.10.1904 — после 02.07.1905 — капитан 2-го ранга Иванов, Клавдий Петрович
- хх.хх.1905 — 1906 — капитан 2-го ранга (декабрь 1905) Лукин, Вениамин Константинович

### Старшие офицеры
- Бострем, Иван Фёдорович
- хх.хх.1894 — хх.хх.1895 — Клапье де Колонг, Константин Константинович
- 6 декабря 1897 — хх. декабря 1899 — капитан-лейтенант (с 18 апреля 1899 года капитан 2-го ранга) Элленбоген, Михаил Александрович

## Служили на крейсере
- 1 мая 1899 — 29 августа 1899 — Беренс, Михаил Андреевич